# История почты и почтовых марок Австралии
История почты и почтовых марок Австралии, государства на Австралийском материке, острове Тасмания и прилегающих островах, включает ранний, колониальный, период (XIX век) и этап развития почтового обслуживания на территории Австралии в рамках единого государства (с 1901 года), с изданием собственных почтовых марок начиная с 1913 года (доплатные марки были впервые эмитированы в 1902 году). Австралия входит во Всемирный почтовый союз (ВПС; с 1907), а её современным почтовым оператором выступает государственная корпорация Australia Post.

## Развитие почты

### Колониальный период
Почтовые сообщения в Австралии, являвшейся британской колонией с 1770 года, достигли к концу XIX века высокой ступени развития. Каждая из пяти колоний Австралийского континента, равно как и островные штаты Тасмания и Новая Зеландия, имели самостоятельную, правильно организованную правительственную почту, состоявшую в ведении Главного почтового управления Великобритании.
С 1891 года все эти колонии образовали почтовый союз с однообразной таксой; сообща они эксплуатировали и почтово-пароходные сношения с Европой, Азией и Америкой. В том же 1891 году британские колонии в Австралии присоединились к ВПС. При этом на всемирных почтовых конгрессах всем британским колониям в Австралии, вместе взятым, предоставлялся один голос. Сделанная на венском конгрессе 1891 года попытка стран-членов ВПС к понижению транзитных плат не увенчалась успехом вследствие того, что австралийские колонии своё присоединение к союзу ставили в зависимость от сохранения прежних ставок.
Помимо обычных почтовых услуг, в колониях производились кредитно-почтовые операции с использованием так называемых почтовых нот, или бон (почтового ордера). Они представляли собой почтовые переводы на небольшие определенные суммы, которые продавались в почтовых учреждениях по номинальной цене с надбавкой комиссионного сбора и в течение известного срока могли быть предъявлены для оплаты в любом почтовом учреждении, производящем соответствующии операции. Выставленные на небольшие суммы, эти боны были своего рода ценными бумагами на предъявителя, для которых был установлен ограниченный срок действительности (большей частью три месяца).

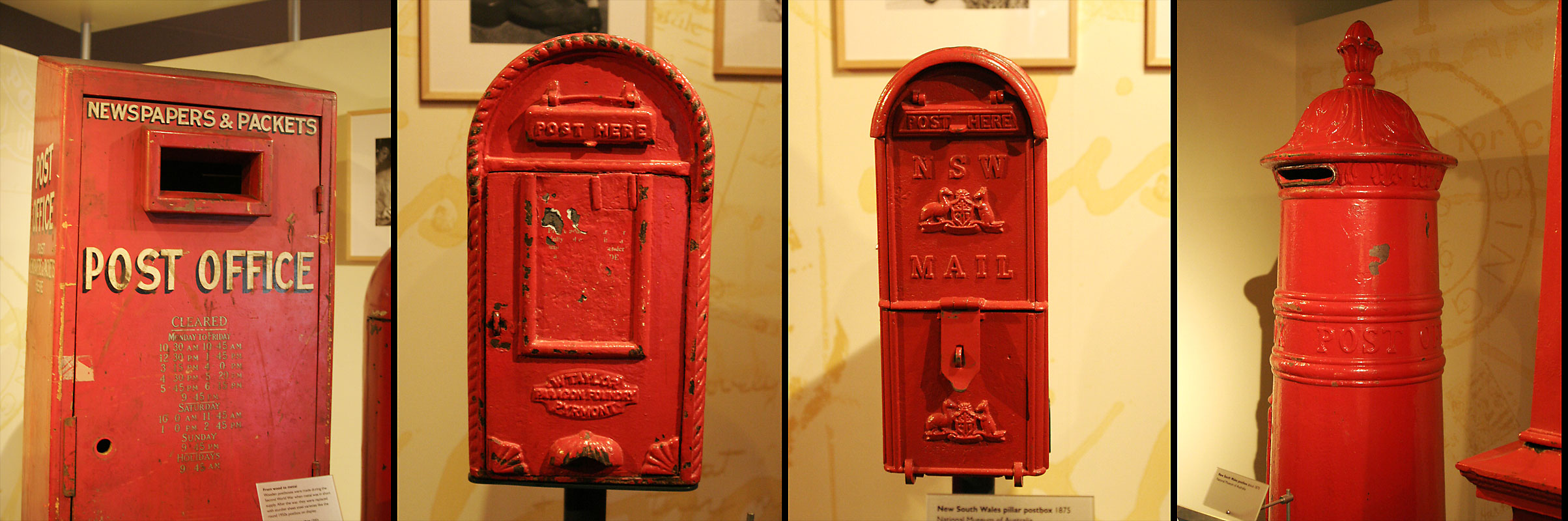
Старинные австралийские почтовые ящики. Национальный музей Австралии

### Почта Австралийского Союза
1 января 1901 года шесть самоуправляемых австралийских колоний и две территории (исключая Новую Зеландию) создали Австралийский Союз, получивший права доминиона. В соответствии с разделом 51(v) Конституции Австралийского Союза 1900 года, «почтовая, телеграфная, телефонная и другие подобные виды связи» стали сферой ответственности Союза.
В 1901 году была создана единая почтовая служба, которой стал управлять министерство почт Австралийского Союза, учрежденный 1 марта 1901 года. Единые почтовые тарифы были введены на всей территории Союза 1 мая 1911 года в связи с распространением внутреннего почтового тарифа Великобритании (имперской пенни-почты) в размере 1 пенни (1d) за половину унции на Австралию, поскольку она входила в состав Британской империи. Таким образом, 1 пенни стал универсальным внутренним почтовым тарифом.
Австралийский Союз присоединился к странам — участницам ВПС 1 октября 1907 года. В 1931 году Австралия обрела независимость во внешних и внутренних делах, включая почтовые, при сохранении конституционной монархии в качестве государственного строя и членства в Содружестве наций, возглавляемом Великобританией.
Министерство почт было расформировано 1 июля 1975 года с учреждением сменившей его Почты Австралии.
В 1960 году были внедрены автоматы по продаже знаков почтовой оплаты с монетоприёмниками, которые в той или иной форме продолжают оказывать услуги населению по сей день. Это, например, автоматы по продаже марок «Фрама», впервые появившиеся в 1984 году и выведенные из эксплуатации в 2003 году, а также по продаже различных марочных тетрадок. Последние продавались в банкоматах «Адванс-Банка» в период с 1984 года до его слияния с Банком Святого Георгия в 1996 году.

## Выпуски почтовых марок

### Колониальные эмиссии
Самоуправляемые австралийские и новозеландская колонии печатали свои собственные почтовые марки:
- Новый Южный Уэльс (New South Wales[англ.]) — с 1850 года,
- Виктория (Victoria[англ.]) — с 1850,
- Тасмания (Tasmania[англ.]) — с 1853,
- Западная Австралия (Western Australia[англ.]) — с 1854,
- Южная Австралия (South Australia[англ.]) — с 1855,
- Новая Зеландия — с 1855 и
- Квинсленд (Queensland[англ.]) — с 1860.

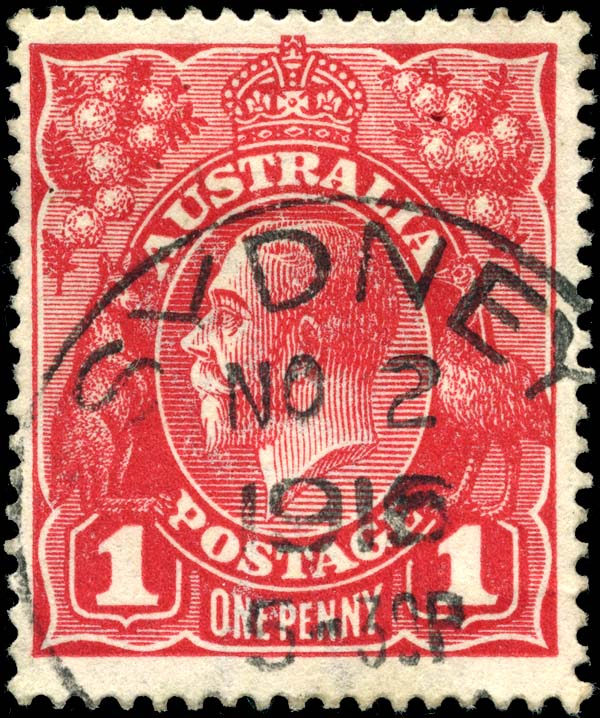
Марка Австралии с профилем Георга V (1914), номиналом в
1 пенни(Sc #21), погашенная в Сиднее (1916)

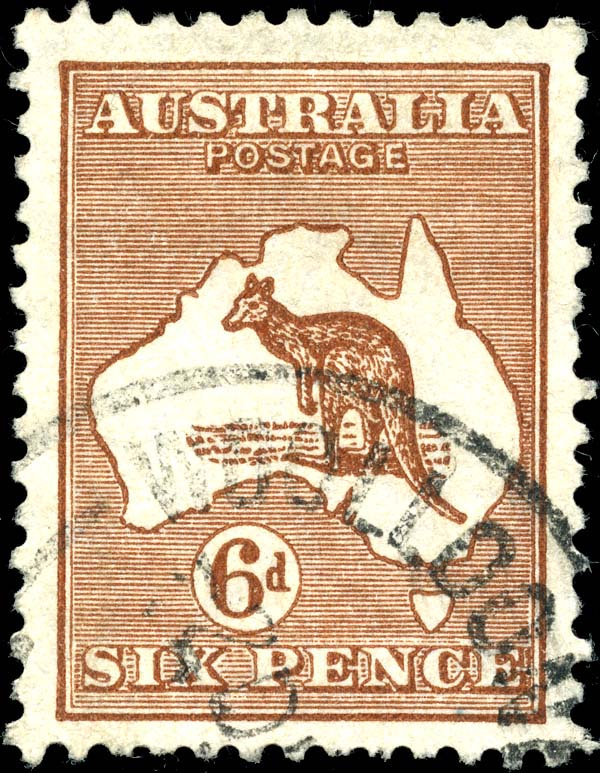
Марка Австралии Кенгуру (стандартная серия Австралии) (1929), номиналом в
6 пенсов(Sc #96), погашенная в Вулунгабба

Марки отдельных австралийских колоний (штатов) использовались в их пределах и после создания Австралийского Союза, вплоть до 13 октября 1911 года. Они продолжали продаваться и при этом находились в обращении по всей Австралии, став фактически марками Союза. Некоторые из них продолжали употребляться ещё какое-то время после выхода в 1913 году первой серии почтовых марок Союза, пока не были окончательно изъяты 25 мая 1913 года. Тем не менее почтовые марки бывших колоний сохраняли франкировальную силу вплоть до 14 февраля 1966 года, когда введение десятичной денежной системы сделало все почтовые марки с номиналами, обозначенными в прежней валюте, непригодными для использования.

### Первые выпуски Австралийского Союза
Сложившиеся в начале XX века обстоятельства исключили возможность немедленного издания единой серии марок для вновь созданного Союза. Лишь в 1911 году министерство почт провело конкурс на создание единой серии почтовых марок Австралийского Союза. На конкурс поступило более тысячи заявок. Собственные эмиссии Австралии начались 2 января 1913 года, когда в обращение поступила почтовая марка красного цвета номиналом в 1 пенни с изображением кенгуру на фоне карты Австралии. Её рисунок представлял собой частично адаптированную заявку, занявшую первое место на конкурсе на создание почтовых марок. Это была первая стандартная марка с единственной надписью «Австралия». Всего в первой стандартной серии насчитывалось 15 марок с номиналами от полпенни (½d) до двух фунтов (£2).
Марки с изображением кенгуру и карты были заказаны правительством Фишера, в состав которого входил ряд прореспубликанцев, энергично возражавших против изображения профиля британского монарха на австралийских марках.
Первое, что сделало правительство Кука, приведённое к присяге 14 июня 1913 года, — заказало серию почтовых марок с изображением профиля Георга V. 8 декабря 1913 года вышла первая марка этой серии номиналом в 1 пенни карминово-красного цвета (гравюра). Вскоре после этого появились марки, отпечатанные типографским способом, с номиналами от полпенни до 1/4d (один шиллинг четыре пенса). Впоследствии министерство почт Австралии продолжило выпуск марок обоих типов рисунков — «Кенгуру и карта» эмитировались в течение 38 лет, а «Георг V» — 23 года.

### Последующие эмиссии. Виды марок и тематика
Начиная с 1913 года австралийские марки стали издаваться регулярно.

#### Стандартные марки
После вступления на трон Георга VI в 1937 году и до начала 1970-х годов на стандартных выпусках Австралии изображался профиль британского монарха, флора и фауна Австралии. Однако, особенно в конце 1950-х годов, изображение монарха — а именно Елизаветы II — появлялось в основном на стандартных марках Австралии базового внутреннего тарифа за пересылку писем и на марках ещё более низких номиналов. С введением десятичной денежной системы 14 февраля 1966 года были выпущены 24 новые стандартные марки: монарх был изображён на марках низких номиналов (от 1 до 3 центов) и на марке с базовым внутренним тарифом для пересылки писем (4 цента), а на остальных марках были изображены птицы Австралии, морская флора и фауна Австралии и морские путешественники, впервые исследовавшие Австралию. Особенностью этой серии стало то, что когда наблюдался прямой перевод номинала, рисунок был изменён, отражая новый номинал в десятичной денежной системе. К примеру, вышедшая 21 апреля 1965 года стандартная марка номиналом в два шиллинга и шесть пенсов (2/6d) с изображением одного из птичьих видов — петроики (Petroica boodang) стала новой маркой номиналом в 25 центов в десятичной денежной системе. Аналогичным образом стандартная марка номиналом в два фунта (£2), выпущенная 26 августа 1964 года и посвящённая Филлипу Паркеру Кингу, стала новой маркой номиналом в 4 доллара в десятичной денежной системе.
Последняя стандартная марка для базового внутреннего тарифа для пересылки писем с изображением монарха появилась 1 октября 1971 года. После этого темами рисунков всех австралийских стандартных серий стали флора, фауна, рептилии, бабочки, морские животные, драгоценные камни, картины, изделия кустарных промыслов, изобразительное искусство, общественная жизнь и т. п. Начиная с 1980 года, в честь дня рождения правящего монарха ежегодно появляется одна почтовая марка.

#### Коммеморативные и специальные марки

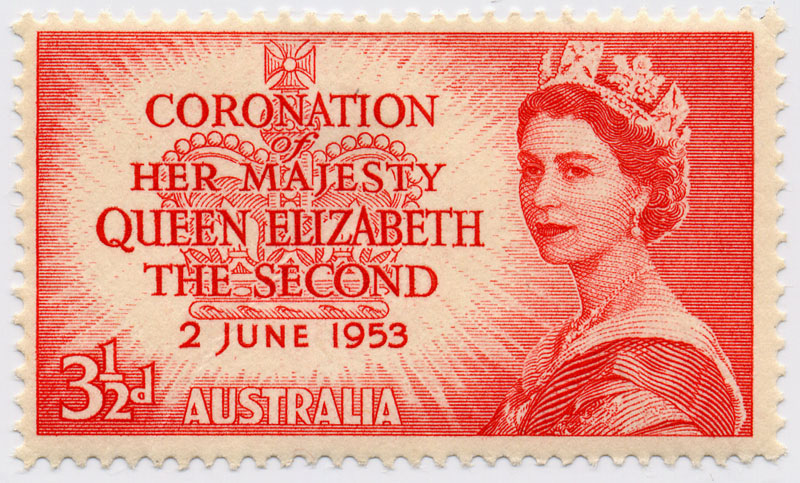
Марка Австралии по случаю коронации Елизаветы II, 1953,
3½ пенса(Sc #259)

Первая памятная марка Австралии вышла 9 мая 1927 года по случаю открытия первого здания парламента в Канберре. Впоследствии памятные выпуски появлялись регулярно, отмечая достижения Австралии и вехи в истории Австралии.
Первые многоцветные австралийские почтовые марки были изданы 31 октября 1956 года в виде серии, посвящённой Олимпийским играм в Мельбурне. Марки были напечатаны за границей. Первая напечатанная в Австралии многоцветная марка, отметившая 50-летие экспедиции вглубь Австралии, вышла в обращение 5 сентября 1962 года.
Первый почтовый блок Австралии появился в 1970 году.

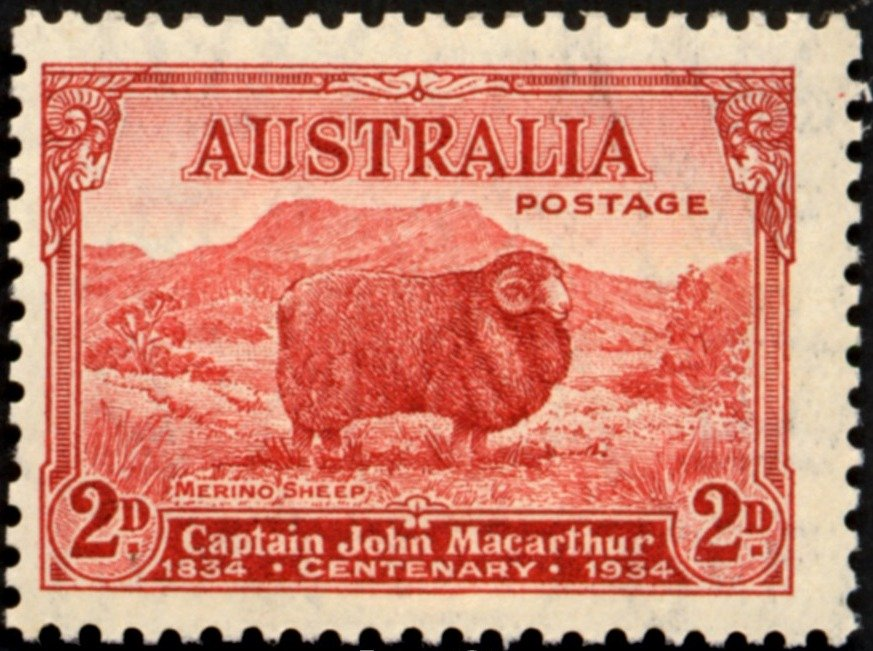
Марка Австралии к 100-летию со дня смерти Макартур, Джон (политик), интродуцировавшего мериносных овец, 1934, 2 пенса(Sc #147)

До 1997 года единственными живущими людьми, которые изображались на почтовых марках Австралии, были правящий монарх и другие члены британской королевской семьи. После 1997 года Почта Австралии стала издавать марки, посвящённые живущим австралийцам. В частности, живущим австралийцам, имеющим на своём счету значительные достижения, посвящается ежегодный выпуск «Австралийские легенды».
Начиная с 1993 года, в октябре каждого года Почта Австралии посвящает месяцу коллекционирования марок особые выпуски, на которых изображены темы, которые интересуют детей: домашние питомцы, дикая фауна и космос.
Начиная с Олимпийских игр в Сиднее 2000 года, во время летних и зимних Олимпийских игр эмитируются почтовые марки с изображением австралийцев, завоевавших золотую олимпийскую медаль, которые выходят на следующий же рабочий день после такого достижения спортсмена.

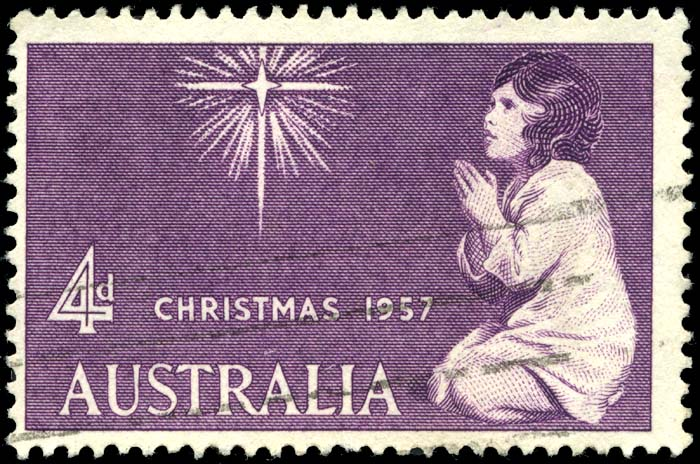
Первая рождественская марка Австралии, 1957, 4 пенса(Sc #307)

Австралийским почтовым ведомством производилось также много специальных марок. Первая рождественская марка появилась 6 ноября 1957 года. В последние годы такие марки выходят попеременно то с религиозными сюжетами, то со светскими сюжетами.

#### Самоклеящиеся марки
Самоклеящиеся почтовые марки впервые появились в 1990 году. Первые памятные самоклейки вышли в обращение в 1993 году. Марки-самоклейки завоевали популярность у населения и очень скоро стали более употребительными чем марки с клеевым слоем. Австралия производит варианты с клеевым слоем всех самоклеящихся почтовых марок.

#### Марки для международной почты
После введения в 2001 году налога на товары и услуги в почтовом обращении употребляют отдельные марки для оплаты внутреннего и международного почтового тарифа. Почтовые марки с надписью «International Post» («Международная почта») не годятся для оплаты внутреннего почтового тарифа. Внутренние марки могут быть использованы для международной пересылки, но их фактическая номинальная стоимость при этом уменьшается (надо вычитать налоговую составляющую).

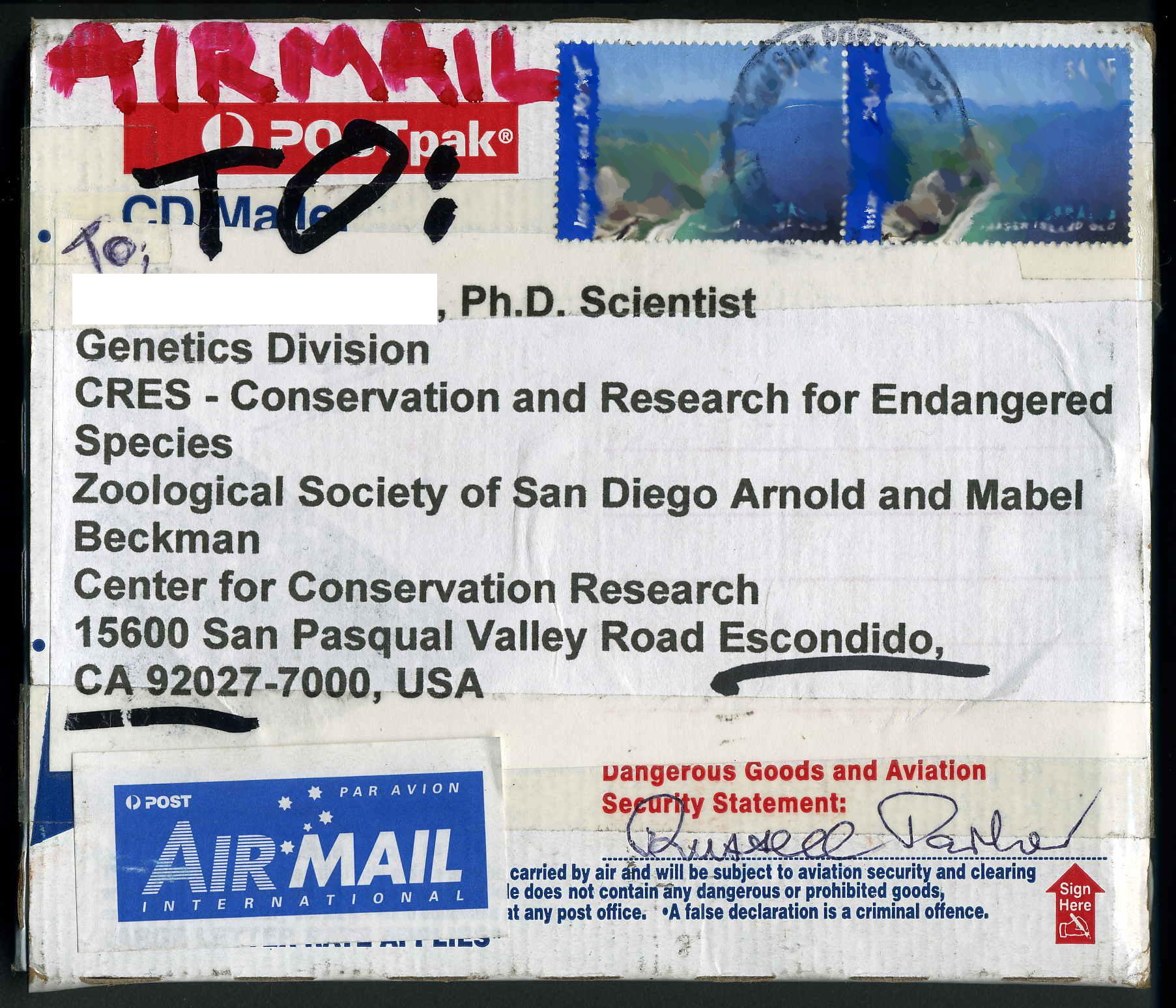
Авиапочтовое отправление Австралии в упаковке «POSTpak» (для пересылки CD), с марками «International Post» и авиапочтовой наклейкой (2007)

#### Совместные выпуски
Австралия организовывала совместные выпуски марок с Новой Зеландией (в 1958, 1963 и 1988 году), Великобританией (1963, 1988 и 2005), с некоторыми из своих внешних территорий; 1965), США (1988), СССР (1990), КНР (1995), Индонезией (1996), Сингапуром (1998), Грецией (2000), Гонконгом (2001), Швецией (2001), Францией (2002) и Таиландом (2002).

### Другие виды почтовых марок

#### Доплатные
В отличие от стандартных марок, в начале XX века не было препятствий для эмиссии доплатных марок. Первая их серия, в основу дизайна которой лёг рисунок доплатных марок Нового Южного Уэльса, появилась в июле 1902 года. Таким образом, издание доплатных марок в 1902 года стало исторически первой эмиссией почтовой администрации Австралии. Доплатные марки Австралии выходили до 1960 года.

#### Служебные
Эмиссии служебных марок практиковались австралийской почтой в 1913—1933 годах. При этом с 1913 по 1930 год государственные органы Австралийского союза и штатов использовали перфины — марки с проколами «OS» (сокращение от «Official stamp» — «Служебная марка»). В 1931 году от использования проколов отказались, и на служебных марках, предназначенных для государственной корреспонденции, стали делать надпечатку «OS». В феврале 1933 года было принято решение, что для государственной почты почтовые марки больше не нужны. Исключением из правила, ограничивающего употребление марок с надпечаткой «OS» только государственными органами, стала авиапочтовая марка номиналом в 6 пенсов, выпущенная 4 ноября 1931 года. Марка с надпечаткой «OS» продавалась в почтовых отделениях для предотвращения спекуляций и годилась для всех видов почтовых отправлений.

#### Авиапочтовые
Первая авиапочтовая марка Австралии вышла 26 февраля 1920 (по другой информации — 20 мая 1929). Специальная авиапочтовая марка номиналом в три пенса (3d) применялась для франкировки почты, отправляемой авиарейсами по маршруту Перт—Аделаида. Стоимость такой пересылки составляла 3 пенса за ½ унции веса дополнительно к обычному почтовому тарифу. 19 марта 1931 года и 4 ноября 1931 года были выпущены ещё две марки авиапочты, обе номиналом в шесть пенсов. Последнюю авиапочтовую марку в Австралии эмитировали 6 января 1958. После этого для оплаты пересылаемой по воздуху почты служили обычные стандартные почтовые марки.

#### Автоматные марки и буклеты
Марки для печатающих автоматов типа «Фрама» продавались с 1984 по 2003 год. В продаже также имелись различные марочные тетрадки (буклеты). Производство буклетов марок было прекращено в 1973 году, но возобновлено через несколько лет. Марочные тетрадки, издававшиеся с 1984 по 1996 год, были первыми (и на сегодня единственными) австралийскими выпусками почтовых марок треугольной формы.

#### Персонифицированные
Персонифицированные почтовые марки, то есть марки с персонифицированными купонами (англ. personalised tabs), были введены в 1999 году. Почта Австралии также использовала купоны для обращения к темам и персоналиям, которые не считаются достаточно значимыми, чтобы им можно было посвятить отдельную марку.

## Внешние территории
Каждая внешняя территория Австралии имеет свою собственную историю развития почты и филателии.

### Остров Норфолк
Ранее находившийся под управлением Нового Южного Уэльса, который снабжал его почтовыми марками после 1877 года, остров Норфолк в период с 1913 по 1947 год использовал австралийские марки. 10 июня 1947 года Норфолк эмитировал собственные почтовые марки и получил почтовую независимость, которую сохраняет до сих пор.

### Территории Папуа и Новая Гвинея
Территория Папуа, официально являвшаяся британской колонией, но находившаяся под управлением Австралии, издавала собственные почтовые марки с 1901 года, а до того в обращении находились марки Квинсленда. Марки Австралии эмитировались там в период с 1945 по 1953 год для новой Территория Папуа — Новая Гвинея.

### Остров Рождества и Кокосовые острова
Переданные от Сингапура Австралии Великобританией в 1950-е годы, остров Рождества и Кокосовые острова постепенно и по отдельности интегрировались в почтовую систему Австралии, в то же самое время обладая почтовой и филателистической независимостью до 1990-х годов.
В то время как остров Рождества выпускал собственные почтовые марки и пользовался независимостью с 1958 года, на Кокосовых островах использовались марки Австралии с 1952 года и до обретения ими почтовой независимости в 1979 году, хотя первые почтовые марки Кокосовых островов были выпущены в 1963 году. Обе территории утратили почтовую независимость, перейдя в юрисдикцию Почты Австралии: остров Рождества — в 1993 году, а Кокосовые острова — в 1994 году. Вследствие этого их почтовые марки обрели франкировальную силу на территории Австралии, а почтовые марки Австралии — на территории этих островов.

### Австралийская антарктическая территория
На Австралийской антарктической территории всегда использовались почтовые марки Австралии, но после 27 марта 1957 года от их использования отказались и стали печатать оригинальные марки с надписью «Australian Antarctic Territory». Эти марки пригодны также для франкирования почтовых отправлений на территории Австралии.

## Военная оккупация и подмандатные территории
В рамках боевых действий, в который Австралия участвовала во время Первой мировой войны, она оккупировала две колонии Германии: Германская Новая Гвинея и Науру (Германские Маршалловы острова). На марках германских колоний и Великобритании были сделаны надпечатки. В 1920-е годы Австралия эмитировала почтовые марки от имени этих двух территорий как часть своих обязательств в соответствии с мандатом Лиги Наций. После оккупации Науру и Новой Гвинеи японцами марки Австралии использовались в конце 1945 года, пока были в наличии допечатки последних серий Науру. На Территории Папуа и на мандатной Территории Новой Гвинеи марки Австралии были в обращении с 1945 по 1953 год. Новая объединённая Территория Папуа — Новая Гвинея получала собственные марки из Австралии вплоть до обретения независимости в 1975 году.
В период с октября 1946 года по февраль 1949 года на почтовых марках Австралии, использовавшихся военными почтовыми отделениями в оккупированной Японии, были сделаны надпечатки «B. C. O. F. / JAPAN / 1946» («Оккупационные силы Британского содружества / Япония / 1946») в целях предотвращения валютных спекуляций.

## Каталогизация
В английском каталоге «Стэнли Гиббонс» почтовые выпуски Австралии включены и описаны в «красных» томах для марок Великобритании и Содружества наций:

Примеры «красных» каталогов «Стэнли Гиббонс»
2001: издание для Великобритании и Содружества. На обложке в правом верхнем углу можно увидеть марку Австралии 1979 года из олимпийской серии (Mi #1762; Yt #1902; SG #1850)
2007: издание для Британской империи и Содружества (1840—1952). В центре — марка Австралии 1913 года из первой стандартной серии «Кенгуру и карта[англ.]»

Кроме того, компанией Stanley Gibbons издаётся отдельный («жёлтый») том для Австралии — «Каталог „Стэнли Гиббонс“ для почтовых марок Содружества наций: Австралия» («Stanley Gibbons Commonwealth Stamp Catalogue: Australia»). В 1991 году вышло его сокращённое издание, а в 2016 году было опубликовано уже полное 10-е издание.
Существуют также весьма авторитетный и выходящий в Сиднее с 1926 года каталог «Brusden-White» и «The Australasian Stamp Catalogue», которые специализируются на почтовых марках Австралии и Океании.

## Цельные вещи
Первые цельные вещи Австралии появились в 1911 году. Это были почтовые карточки и секретки номиналом в 1 пенни.

## Фантастические выпуски
Известен ряд фантастических выпусков марок для самопровозглашённых или несуществующих микрогосударств на территории Австралии и прилегающих островах, включая Аврам, Бумбунга, Королевство геев и лесбиянок, Монте-Белло, Рейнбоу-Крик и Хатт-Ривер.

## Интересные факты
- В Австралии проводились конкурсы на звание «Мисс Филателия Австралия». Так, в 1974 году этот титул получила 18-летняя Дебора «Дебби» Фин (Deborah «Debbie» Phin). В том же году она была приглашена на специальный приём в Лондон по случаю выпуска новой серии британских марок, посвящённых Уинстону Черчиллю. Позднее Фин работала на австралийском телевидении — в лотерейном шоу «TattsLotto[англ.]» и в прогнозах погоды на «Седьмом Канале», а также снималась в рекламе[24][25][≡].

Филателистический конверт австралийского почтового ведомства со спецгашением от 7 октября 1974 года по случаю Национальной недели почтовой марки и с «Мисс Филателия Австралия» Деборы Фин (в левом верхнем углу)

- К 200-летию почтовой службы страны монетный двор австралийского города Перт отчеканил в 2009 году монеты в форме почтовой марки[26].